# Flugplatz Bor

i7
i11
i13
Der Flugplatz Bor (ICAO-Code: LYBO) liegt in der Nähe der serbischen Stadt Bor auf einer Höhe von 387 m über MSL. Er wurde 1986 erbaut und hauptsächlich für Sportfliegerei und Fallschirmspringen genutzt.
Der Flughafen wurde 1998 geschlossen und die Aktivitäten am Flughafen eingestellt. Am 15. März 2012 wurde der Flughafen wiedereröffnet und wird seitdem durch den Flugverein Aero Klub Bor genutzt.

## Infrastruktur und Flugbetrieb
Der Flugplatz verfügt über eine 1085 m lange, unbeleuchtete Asphaltpiste mit etwa nord-südlicher Ausrichtung (15/33). Westlich davon befindet sich das Vorfeld mit Abstellflächen, Hangar und Flugbetriebsgebäude.
Da er vornehmlich der Sport- und Freizeitfliegerei dient, findet am Flugplatz Bor derzeit ausschließlich Sichtflugverkehr statt. Er ist von einer kreisförmigen ATZ (Luftraum G, wenn aktiv) umgeben, die im Norden die Stadt Bor ausspart.

## Entwicklung und Planung
Aero Klub Bor plant eine Flugzeugwerkstatt in Betrieb zu nehmen, da es in Serbien nur zwei Werkstätten für die Allgemeine Luftfahrt gibt. Außerdem plant die Stadt, den Flugplatz mit einer Anflugbefeuerung für Nachtflüge zu modernisieren und ein NDB für Instrumentenanflüge zu erneuern.